# Krzysztof Okarma
Krzysztof Piotr Okarma (ur. 22 marca 1975 w Szczecinie) – polski inżynier, profesor nauk inżynieryjno-technicznych.

## Życiorys
Absolwent IV Liceum Ogólnokształcącego im. Bolesława Prusa w Szczecinie. W latach 1994–2001 ukończył studia elektroniki i telekomunikacji oraz informatyki w Politechnice Szczecińskiej, w 2003 r. obronił pracę doktorską, w 2013 r. otrzymał stopień doktora habilitowanego. W 2024 r. uzyskał tytuł profesora nauk inżynieryjno-technicznych w dyscyplinach automatyka, elektronika, elektrotechnika i technologie kosmiczne oraz informatyka techniczna i telekomunikacja. 
Został zatrudniony w Wyższej Szkole Technicznej i Ekonomicznej z siedzibą w Szczecinie.
Pracuje w Zachodniopomorskim Uniwersytecie Technologicznym w Szczecinie.